# هایائو تادا
هایائو تادا (انگلیسی: Hayao Tada; ۲۴ فوریهٔ ۱۸۸۲ – ۱۶ دسامبر ۱۹۴۸) فرد نظامی اهل ژاپن بود.
او همچنین برندهٔ جوایزی همچون نشان خورشید فروزان و نشان بادبادک طلایی شده‌است.